# Rayhon

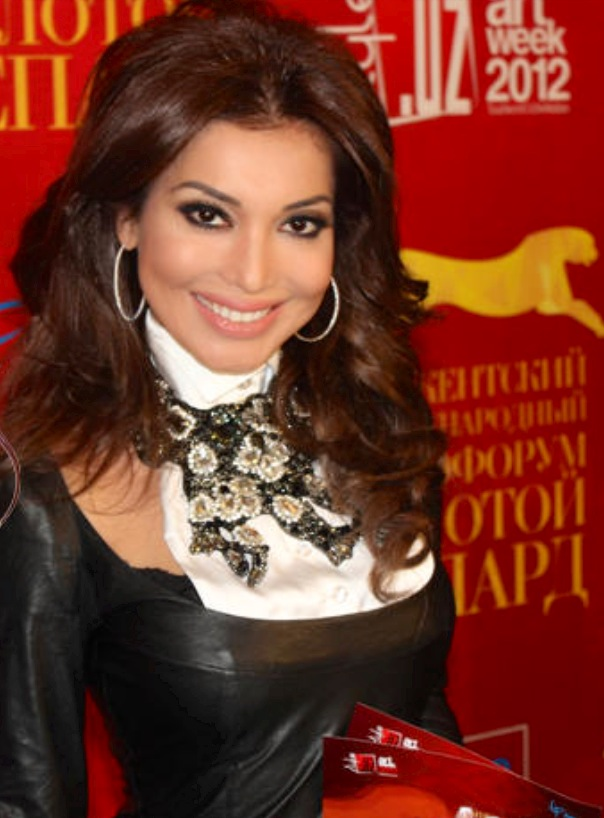
Rayhon (2012)

Rayhon Gʻaniyeva (* 16. September 1978 in Taschkent, Usbekische SSR) ist eine usbekische Pop-Sängerin, Filmschauspielerin und „Verdiente Künstlerin“ Usbekistans (usbekisch O‘zbekistonda xizmat ko‘rsatgan artist, russisch Заслуженная Артистка Узбекистана).

## Leben
Rayhon stammt aus einer Familie mit langer Künstlertradition. Ihre Mutter Tamara Schakirowa war eine berühmte usbekische Schauspielerin und „Verdiente Künstlerin“ der UdSSR. Ihr Vater Otabek Gʻaniyev war Filmschauspieler. Ihr Urgroßvater Nabi Gʻaniyev gilt als einer der Gründer des usbekischen Kinos.  Rayhon singt lippensynchron in usbekischer Sprache, beherrscht diese Sprache allerdings nicht und spricht Russisch als Muttersprache. Sie ist in zweiter Ehe verheiratet und hat zwei Söhne, welche Usbekisch sprechen.

## Karriere
Rayhon lernte Klavier an einer Kindermusikschule in Taschkent. Sie studierte Englische Philologie. Im dritten Jahr ihres Studiums gründete sie das Duo Xayol (Gedanken), ein Jahr später, im Jahr 2000 begann sie ihre Karriere als Solosängerin. Bekannt wurde sie im Jahr 2002 durch ihr Lied Baxtli boʻlaman, das auf dem gleichnamigen Album erschien. Im selben Jahr gab sie ihr erstes Konzert vor einem großen Publikum im Alisher Navoiy Opera and Ballet Theater in Taschkent.
Durch ihre Hauptrolle in dem von ihr 2007 geschriebenen und inszenierten usbekischen Drama Kechir (Vergib mir) erlangte Rayhon Bekanntheit innerhalb der usbekischen Filmindustrie. Der Film handelt vom schwierigen Leben einer erfolgreichen Sängerin. Rayhon schrieb und sang den gleichnamigen Titelsong des Films.

## Diskografie (Auswahl)
Alben:
- 2001: Sensiz
- 2002: Baxtli boʻlaman
- 2004: Sevgilim
- 2005: Faqat muhabbat
- 2006: Yodingdami?
- 2007: Sogʻindim
- 2008: Doimo
- 2009: Orzuinga ishon
- 2010: Tabassum qil
- 2011: Sevaveraman
- 2012: Sevgi bu nima?
- 2013: Oyijon
- 2015: Izlama
- 2018: Tomchi
- 2020: Mayli manda